# Цугуля, Кристиан
Кристиан Цугуля (рум. Cristian Tugulea; род. 18 августа 2001, Кишинёв, Республика Молдова) — профессиональный спортсмен, мастер спорта по грэпплингу, бронзовый призёр чемпионата Европы по бразильскому джиу-джитсу IBJJF в 2022 и бронзовый призёр чемпионата Европы по грэпплингу ADCC 2023, вице-чемпион международного турнира Украины по бразильскому джиу-джитсу в 2021 и чемпион международного турнира Румынии 2022 по submission ADCC, неоднократный чемпион Молдовы.

## Самые выдающиеся результаты
| An   | Campionat                       | Oraș              | Rezultat | Probă                                |
| ---- | ------------------------------- | ----------------- | -------- | ------------------------------------ |
| 2023 | Чемпионат Европы                | Варшава, Польша   | Bronze   | Grappling ADCC −76.9 kg (-169.5 lbs) |
| 2022 | Чемпионат Европы                | Рим,Италия        | Bronze   | Brazilian Jiu Jitsu (IBJJF) 82.3 kg  |
| 2023 | Международный Чемпионат Румынии | Бухарест, Румыния | Gold     | Grappling ADCC −76.9 kg (-169.5 lbs) |